# Christos Mylordos
Christos Mylordos, in greco Χρίστος Μυλόρδος (Nicosia, 30 aprile 1991), è un cantante cipriota.

## Eurofestival 2011
Il 10 settembre 2010, Mylordos ha vinto la competizione canora dello show Performance che gli ha permesso di rappresentare Cipro all'Eurovision Song Contest 2011. La sua canzone non ha però guadagnato l'accesso alla finalissima.